# Santa Ana Tavela
Santa Ana Tavela là một đô thị thuộc bang Oaxaca, México. Năm 2005, dân số của đô thị này là 1012 người.